# 카사노바 (1976년 영화)
카사노바(Il Casanova di Federico Fellini, Casanova)는 이탈리아에서 제작된 페데리코 펠리니 감독의 1976년 드라마, 멜로/로맨스 영화이다. 도날드 서덜랜드 등이 주연으로 출연하였고 알베르토 그리말디 등이 제작에 참여하였다.

## 출연

### 주연
- 도날드 서덜랜드
- 티나 오몽

### 조연
- 클라라 아그란티

## 제작진
- 미술: 다닐로 도나티
- 의상: 다닐로 도나티

## 같이 보기
- 베네치아 사육제